# Walentina Rastworowa
Walentina Ksienofontowna Rastworowa-Griszyna (ros. Валентина Ксенофонтовна Растворова-Гришина; ur. 17 czerwca 1933 w Odessie, zm. 24 sierpnia 2018 w Moskwie) – radziecka florecistka, trzykrotna medalistka igrzysk olimpijskich i wielokrotna medalistka mistrzostw świata.
Na igrzyskach olimpijskich w Melbourne w 1956 roku odpadła w pierwszej rundzie turnieju indywidualnego. Na rozgrywanych cztery lata później igrzyskach olimpijskich w Rzymie razem z Galiną Gorochową, Tatjaną Pietrienko, Ludmiłą Sziszową, Walentiną Prudskową i Aleksandrą Zabieliną zwyciężyła w zawodach drużynowych. W zawodach indywidualnych, w rundzie finałowej wygrała pięć z siedmiu walk i zdobyła srebrny medal, przegrywając tylko z Heidi Schmid ze Wspólnej Reprezentacji Niemiec. Brała też udział w igrzyskach olimpijskich w Tokio w 1964 roku, gdzie reprezentacja ZSRR w składzie: Rastworowa, Pietrienko, Sziszowa, Prudskowa i Gorochowa zdobyła drużynowo srebrny medal. W rywalizacji indywidualnej była tym razem dziewiąta.
Podczas mistrzostw świata w Londynie w 1956 roku razem z koleżankami z reprezentacji zwyciężyła w turnieju drużynowym. W tej samej konkurencji zdobywała także złote medale na mistrzostwach świata w Filadelfii (1958), mistrzostwach świata w Turynie (1961) i mistrzostwach świata w Paryżu (1965) oraz srebrne na mistrzostwach świata w Buenos Aires (1962) i mistrzostwach świata w Montrealu (1967). Ponadto zdobyła również dwa medale w turniejach indywidualnych: złoty na MŚ 1958 i brązowy na MŚ 1961 (za Heidi Schmid i Aleksandrą Zabieliną).
W latach 1956, 1964 i 1967 zdobywała indywidualne mistrzostwo ZSRR. Po zakończeniu kariery pracowała jako trenerka. Odznaczona Orderem „Znak Honoru”.
Jej mąż, Boris Griszyn oraz syn, Jewgienij Griszyn byli medalistami olimpijskimi w waterpolo. Jej córka, Jelena Griszyna także uprawiała szermierkę. Pochowana na Cmentarzu Dońskim w Moskwie.